# Rah Digga

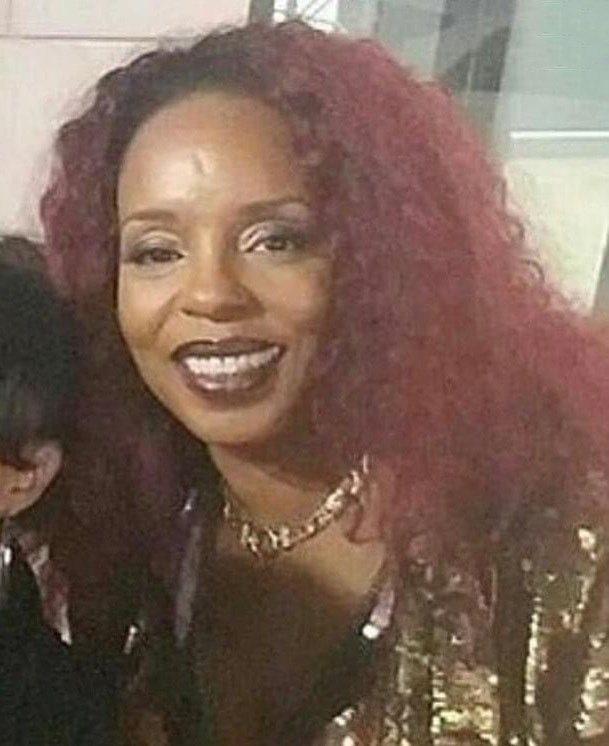

Rah Digga (bürgerlich Rashia Fisher; * 18. Dezember 1974 in Newark, New Jersey) ist eine US-amerikanische Rapperin. Sie war Mitglied der New Yorker Hip-Hop-Crew Flipmode Squad, die von Busta Rhymes gegründet wurde. Weitere Mitglieder waren Rampage, Lord Have Mercy, Spliff Star und Baby Sham.

## Biographie
Rah Digga wuchs als wohlbehütetes Einzelkind in einer Mittelschichtsfamilie auf. Sie besuchte eine Privatschule in Maryland und begann anschließend das Studium Elektrotechnik am New Jersey Institute of Technology, das sie auf Grund ihrer Erfolge in ihrer Rap-Karriere abbrach.
Sie wurde in den späten 1980er Jahren von Q-Tip (A Tribe Called Quest) entdeckt als sie – im achten Monat schwanger – in der New Yorker Lyricist Lounge auftrat. Q-Tip stellte sie auch Busta Rhymes vor, in dessen Hip-Hop-Crew Flipmode Squad sie bald darauf einziges weibliches Mitglied wurde. Zuvor war sie Mitglied bei den Hip-Hop-Gruppen Twice The Flavour und Da Outsidaz, zu der auch Eminem und Bizarre von D12 gehörten. Inspiriert wurde sie von Hip-Hop-Künstlern wie Rakim, Kool G. Rap und Queen Latifah.
1997 war sie auf Busta Rhymes’ Album When Disaster Strikes zu hören. Außerdem nahm sie mit ihrer Rapkollegin Bahamadia den Track Be OK für die Compilation Lyricist Lounge Vol. 1 auf. Weiterhin arbeitete sie mit den Fugees bei dem Titel Cowboys zusammen.
1998 veröffentlichte sie mit Flipmode Squad das Album The Imperial. Gemeinsam mit den Produzenten Pete Rock und DJ Premier nahm sie Lieder auf. Im Jahr 2000 veröffentlichte sie ihr erstes Album Dirty Harriet, das über 300.000 Mal verkauft wurde. Als Schauspielerin war sie 2001 in dem Horrorfilm 13 Geister zu sehen, zudem sie auch den Track Mirror, Mirror beisteuerte
Im Jahr 2003 wurde sie in dem Film Miss M.C. presents Queens of Hip Hop mit anderen Rapperinnen (Salt’N’Pepa, Roxanne Shanté, Lady Luck, Charli Baltimore, …) porträtiert.
Seit ihrem Debütalbum hat Rah Digga etliche Künstler unterstützt. Sie rappte z. B. bei Busta Rhymes’ Hit-Single „I Know What You Want“ und auf Alben von Talib Kweli, Bless, Masta Ace und Jamelia. Sie ist außerdem Teil der ausschließlich aus Frauen bestehenden Gruppe Murda Mamis. Unter den Mitgliedern befinden sich DJ Lazy K, Supermodel, Gloria Velez und Remy Ma. Rah Digga hat eine Tochter (* 1996) und ist mit Young Zee von Da Outsidaz verheiratet.
Im Februar 2006 erschien das Album Sucker Free exklusiv über iTunes. Im Februar 2006 spielte sie in Busta Rhymes Touch it Video mit.

## Diskografie

### Alben
- 2000 Dirty Harriet (CD) Elektra
- 2004 Everything Is a Story
- 2006 Sucker Free

### Singles
- 2000 Tight (12") Violator Records
- 2000 Break Fool / Lessons of Today (12") Elektra
- 2003 Party & Bullshit 2003 (12") J Records
- 2005 Make It Hot / See It in Your Eyes (12") AV8